# Alfredo del Valle
Alfredo del Valle fue un abogado, juez y político peruano. 
Fue elegido diputado suplente por la provincia de Alto Amazonas en 1892. Su mandato se vio interrumpido por la Guerra civil de 1894. 
En 1901 fue elegido diputado titular por la provincia de Ucayali del departamento de Loreto durante el periodo histórico conocido como la República Aristocrática. Ese mismo año, en la instalación de la Corte Superior de Justicia de Loreto que se realizó luego de su creación mediante Ley N° 230 publicada el 6 de octubre de 1906 por impulso de sus colegas diputados por Loreto José Antonio de Lavalle y Mariano Lino Cornejo, fue vocal de esa corte y tuvo parte en la primera conformación de la misma. Fue reelecto como diputado en 1907 por la misma provincia.